# Копальня Аттунга
Копальня Аттунга — колишній гірничодобувний майданчик на сході Австралії.
У 1915 році гірничодобувна та металургійна компанія Broken Hill Proprietary (BHP) ввела в дію свій перший металургійний комбінат у Ньюкаслі. Його потреби у вогнетривкій магнезитовій сировині для облицювання мартенів первісно забезпечували копальні Фіфілд, від яких продукцію доводилось транспортувати залізницею майже за сім сотень кілометрів. На додачу до цього в 1919-му BHP відкрила копальню в Аттунга, від якої було більш ніж удвічі ближче до Ньюкасла.
Розробка велась відкритим способом зі схилу пагорбу, проте з плином часу також охопила нижню частину покладу, яка перебувала нижче від рівня поверхні, що потребувало встановлення насосів для відкачування води (вигляд копальні у 1930 році можливо побачити на цій світлині).
Станом на 1935 рік накопичений видобуток копальні Аттунга становив 100 тисяч тонн, при цьому її запаси були на межі вичерпання.